# Walckenaeria erythrina
Walckenaeria erythrina là một loài nhện trong họ Linyphiidae.
Loài này thuộc chi Walckenaeria. Walckenaeria erythrina được Eugène Simon miêu tả năm 1884.